# Leo Neels
Leon (Leo) Neels (Lommel, 14 juni 1948) is een Belgisch advocaat en bestuurder.

## Levensloop
Leo Neels volgde secundair onderwijs aan het Sint-Jan Berchmanscollege in Mol en studeerde rechten aan de Katholieke Universiteit Leuven, waar hij in 1979 promoveerde. Van 1975 tot 1989, van 1994 tot 2002 en sinds 2021 is hij advocaat aan de balie te Antwerpen. Van 1989 tot 1993 was hij CEO van de Vlaamse Televisie Maatschappij (televisiezender VTM). Vanaf 1994 was Neels partner bij het advocatenkantoor Loeff Claeys Verbeke, dat begin 2001 opging in het Britse internationale advocatenkantoor Allen & Overy. Van 2003 tot 2013 was hij CEO van pharma.be en lid van het directiecomité van EFPIA (European Federation of Pharmaceutical Industries Associations).
In 1990 werd hij beheerder van het persbureau Belga en in 1994 voorzitter van de raad van bestuur van Belga, een functie die hij tot 2014 uitoefende. In 2017 was hij voor een korte periode voorzitter van de raad van bestuur van het pas opgerichte alternatieve mediaplatform ValuesTV en in 2019 voor enkele maanden lid van de raad van bestuur van de Antwerpse televisiezender ATV.
Van 1973 tot 2013 was Neels als onderzoeker en hoogleraar werkzaam aan de KU Leuven. Hij was onder meer verbonden aan het Instituut voor Mediastudies. Van 1992 tot 2018 was hij ook hoogleraar aan de Universiteit Antwerpen. Van 2014 tot 2016 was hij tevens voorzitter van de raad van advies van het Family Wealth Institute van Antwerp Management School en van 2014 tot 2018 voorzitter van de raad van advies van het Healthcare Management Centre van de Vlerick Business School. Sinds 2013 is hij lid van de Senaat van de KU Leuven, sinds 2018 lid van de adviesraad van de Universiteit van Vlaanderen en sinds 2021 lid van de maatschappelijke adviesraad van het Hannah Arendt Instituut.
In 2014 verving hij Marc De Vos als algemeen directeur van de denktank Itinera. In september 2021 werd hij in deze functie door Ignaas Devisch opgevolgd. Neels keerde vervolgens terug naar de advocatuur.